# Lijst van county's in Delaware

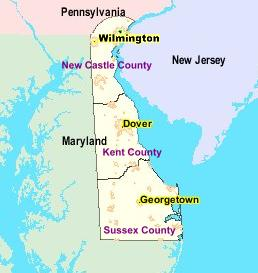
Een vereenvoudigde kaart van de county's van Delaware.

De Amerikaanse staat Delaware is onderverdeeld in drie county's: New Castle, Kent County en Sussex County. Daarmee is Delaware de staat met de minste county's

## County's in Delaware
De Federal Information Processing Standard-code (FIPS-code), die wordt gebruikt door de Amerikaanse overheid om de county's uniek te identificeren, is voorzien van elk item. De FIPS-code voor ieder county linkt naar de inwonersgegevens voor die county.
| County     | FIPS-code | County seat | Oprichting | Inwoners 1 juli 2007 | Inwoners 1 juli 2007 |
| ---------- | --------- | ----------- | ---------- | -------------------- | -------------------- |
| Kent       | 001       | Dover       | 1680       | 152.255              | 35.811               |
| New Castle | 003       | Wilmington  | 1664       | 528.218              | 72.868               |
| Sussex     | 005       | Georgetown  | 1664       | 184.291              | 5157                 |

Alabama · Alaska · Arizona · Arkansas · Californië · Colorado · Connecticut · Delaware · Florida · Georgia · Hawaï · Idaho · Illinois · Indiana · Iowa · Kansas · Kentucky · Louisiana · Maine · Maryland · Massachusetts · Michigan · Minnesota · Mississippi · Missouri · Montana · Nebraska · Nevada · New Hampshire · New Jersey · New Mexico · New York · North Carolina · North Dakota · Ohio · Oklahoma · Oregon · Pennsylvania · Rhode Island · South Carolina · South Dakota · Tennessee · Texas · Utah · Vermont · Virginia · Washington · West Virginia · Wisconsin · Wyoming